# ベレザーニ (キーウ州)
ベレザーニ(ウクライナ語:Березань；意訳：「樺林」)は、ウクライナ、キーウ州東部における都市。キーウの以東、ドニプロ川の左の支流であるネードラ川の河岸に位置する。樺の林や松の森で囲まれている。
凡そ1616年、オストロージスクィイ家が領有する集落として創立される。1648年にコサック国家ペラヤースラウ連隊の百人隊地区の町となった。20世紀にベレザーニ地区の地区庁所在地（1923年—1933年, 1934年—1962年）。1994年以後はキーウ州特別都市。
面積は32.92km。人口は17,516人。ベレザーニ駅。主な産業は煉瓦産業、コンクリート産業。